# Voskresenskiy
 (novembre 2022).
Voskresensky ou Voskresenskiy (russe: Воскресенский), aussi désigné par le sous-titre anglais Professor, est une série télévisée policière russe, diffusée à partir de 2021.

## Synopsis
A Saint-Pétersbourg en 1912, le professeur de médecine Voskresensky aide la police dans des enquêtes criminelles.